# Frank Arok
Ferenc „Frank” Arok (ur. 20 stycznia 1932, zm. 12 stycznia 2021) – serbski piłkarz, a także trener pochodzenia węgierskiego.

## Kariera piłkarska
W trakcie kariery Arok występował w zespole FK Jedinstvo.

## Kariera trenerska
Karierę trenerską Arok rozpoczął w drużynie RFK Novi Sad. Potem był asystentem w Vojvodinie Nowy Sad. Następnie wyjechał do Australii, gdzie dwukrotnie prowadził St. George Saints. W latach 1983–1989 był selekcjonerem reprezentacji Australii. W 1988 roku wziął z nią udział w Letnich Igrzyskach Olimpijskich, które Australia zakończyła na ćwierćfinale.
Następnie ponownie prowadził St. George Saints, a także drużyny takie jak South Melbourne FC, Port Melbourne SC, Gippsland Falcons oraz po raz drugi Port Melbourne SC.

## Źródła
- Profil na Football Database (ang.)